# Laurent Prud'homme
Pour les articles homonymes, voir Prudhomme et Prud'homme.
Laurent Prud’homme est un dirigeant d'entreprise français, successivement directeur général d'Eurosport, du groupe L'Équipe et nommé directeur général de l'Olympique lyonnais en novembre 2023.  

## Biographie
Laurent Prud’homme est né le 29 août 1974 à Hyères dans le Var (83).

### Formation
Il est diplômé d’un master en gestion d’entreprise, spécialisation en finance à Paris 2 Panthéon-Assas,. Il est également diplômé de l'école de management emlyon business school,.

### Carrière professionnelle
Laurent Prud'homme commence sa carrière en 1998 au sein du Groupe Canal+.
De 2001 à 2019, il travaille chez Eurosport en développant au niveau international les acquisitions et sous licences de droits sportifs pour le groupe. Il accompagne également le développement des activités françaises de Discovery. Il est successivement nommé directeur des programmes puis directeur des acquisitions et ventes de droits sportifs chez Eurosport, CEO d’Eurosport Events, Senior Vice-Président chargé de la stratégie, de l’acquisition et de la syndication des droits sportifs chez Discovery. De 2019 à 2020, il est nommé directeur général de Discovery France.
Il a également travaillé pendant un an en tant que directeur adjoint des acquisitions de films et séries au sein du Groupe TF1, de 2009 à 2010.
Le 1er mars 2021, il prend la direction générale du groupe de média L'Équipe en remplacement de Jean-Louis Pelé. Sa mission est de mettre en œuvre la stratégie de rapprochement entre les pôles télévision, médias et vidéos du groupe afin de développer l'activité dans le domaine du sport,. Sa stratégie à la tête du groupe restera la diversification et la maîtrise des coûts.
En novembre 2023, il est recruté par John Textor à la direction générale de l'Olympique lyonnais en remplacement de Santiago Cucci, qui assurait le poste de président exécutif par intérim et de Thierry Sauvage, directeur général ,. Il est remplacé à la tête de L’Équipe par Aurore Amaury qui prend la direction générale du groupe par intérim. Il devient, d'après le communiqué officiel, « responsable de la direction et de la gestion de toutes les opérations quotidiennes de l’Olympique Lyonnais » et « le principal représentant de l’OL auprès des autorités gouvernementales, publiques, administratives et sportives telles que la LFP, l’UEFA, les élus locaux et le Gouvernement français ».
En avril 2025, il est écarté de la direction générale du club, remplacé par Michael Gerlinger.